# Jardin Anne-Frank
Jardin Anne-Frank (česky Zahrada Anne Frankové) je veřejný park, který se nachází v Paříži ve 3. obvodu ve slepé ulici Impasse Berthaud. Park byl otevřen v roce 2007 a jeho rozloha činí 4000 m2.
Slavnostního otevření parku, při kterém byl zasazen výhonek stromu Anne Frankové (kaštan) tvořící dominantu zahrady, proběhlo 20. června 2007 a zúčastnili se jej starosta Paříže Bertrand Delanoë, starosta 3. obvodu Pierre Aigenbaum a Hans Westra, ředitel Domu Anne Frankové v Amsterdamu.
Zahrada byla vybudována v bývalé zahradě městského paláce Hôtel de Saint-Aignan, kde se dnes nachází Muzeum umění a dějin judaismu.